# 去九法
去九法（又稱棄九法、棄九驗算法）是種驗算加、減、乘、除運算的方法。

## 歷史
去九法的應用要追溯至薩珊王朝時代。當時伊斯蘭文化貿易興盛，應商業的需求，就產生了去九法，以驗算交易中運算。

## 原理
- ABC
- =100A+10B+1C
- =(99+1)A+(9+1)B+1C
- =99A+9B+(A+B+C)
- =9M+(A+B+C)

因此可得知：
- ABC≡A+B+C (mod9)

所以，在ABC+DEF=GHI的運算中，
- ABC+DEF≡(A+B+C)+(D+E+F)≡G+H+I (mod9)

- A+B+C的和，仍可繼續拆解，以此類推。

## 驗算方法
- 以19786901×8098678443=160247748582475143為例：
- 19786901 ⇒ 1+9+7+8+6+9+0+1=41 ⇒ 4+1 = 5
- 8098678443 ⇒ 8+0+9+8+6+7+8+4+4+3 = 57 ⇒ 5+7 = 12 ⇒ 1+2 = 3
- 160247748582475143 ⇒ 78 ⇒ 15 ⇒ 1+5 =6

- 5 × 3 = 15 ⇒ 1+5 =6

- 再以683486091+293521670=977007761為例：
- 683486091 ⇒ 6+8+3+4+8+6+0+9+1=45 ⇒ 4+5 = 9
- 293521670 ⇒ 2+9+3+5+2+1+6+7+0=35 ⇒ 3+5 = 8
- 977007761 ⇒ 4+4 ⇒ =8

- 9 + 8 = 17 ⇒ 1+7 =8

所以證明了此式並無錯誤。

## 優點
- 1063×494≠530062  去九法可以看出改一個數字的錯誤。

## 缺點
- 12036+542≠12605  去九法無法看出數字對調的錯誤。這種錯誤可以用棄十一法很快查出來。[3]
- 12000×6≠72       去九法無法看出多寫0的錯誤。(除非是12.000×6，就可以等於72)